# 2008 a filmművészetben

## Események
| Hónap   | Nap | Esemény |
| ------- | --- | --- |
| január  | 1.  | A Media by Numbers adatai szerint az észak-amerikai mozik bevétele 2007-ben 4%-kal nőtt az előző évhez képest, ugyanakkor az eladott jegyek száma nem változott; vagyis a magasabb összeg a jegyárnövekedésnek köszönhető. |
| január  | 1.  | A TorrentFreak jelentése szerint 2007 illegálisan leggyakrabban letöltött filmje a Transformers volt. Ezt követi a Felkoppintva, a 300 és A Bourne-ultimátum. A torrentoldalak legnépszerűbb sorozatai a Hősök, a Csillagközi romboló, a Lost és a 24 voltak. |
| január  | 2.  | A Universal Pictures bejelenti, hogy 100 éves fennállásának legjövedelmezőbb évét zárta 2007-ben. Világszerte a mozikban vetített filmjeik 2,133 milliárd dollárt kerestek, míg az otthon filmet nézőknek 2,7 milliárdot köszönhetett a stúdió home video részlege, csak az Egyesült Államokban. |
| január  | 2.  | Bejelentik, hogy a 61. Cannes-i Fesztivál zsűrielnöke Sean Penn lesz. A rendezvény május 14. és május 25. között zajlik. |
| január  | 5.  | A Vérző olaj kapja a legjobb filmnek, legjobb rendezőnek és legjobb színésznek járó díjat a Filmkritikusok Országos Társaságától. A legjobb színésznőnek Julie Christie-t választják. |
| január  | 6.  | A Warner Bros. egy Las Vegas-i rendezvényen bejelenti, hogy a jövőben csak a Blu-ray magas felbontású adathordozót fogja támogatni, vagyis a továbbiakban nem jelenteti meg filmjeit HD DVD-n. |
| január  | 7.  | A Forgatókönyvírók Szövetsége sztrájkja miatt 2008-ban elmarad a Golden Globe-gála; helyette a nyertesek nevét egy hírkonferencián hozzák nyilvánosságra a Beverly Hilton Hotelben. A Los Angeles Megyei Gazdasági Fejlesztés Vállalata szerint az Arany Glóbusz törlése több mint 80 millió dolláros veszteséget jelent a helyi gazdaságnak. |
| január  | 7.  | A Broadcast Film Critics Association a Nem vénnek való vidéket választja 2007 legjobb filmjének. A legjobb rendezői és legjobb férfi mellékszereplői díjat szintén a Coen-fivérek alkotása kapja. A legjobb színész Daniel Day-Lewis (Vérző olaj), a legjobb színésznő Julie Christie (Egyre távolabb). |
| január  | 8.  | Az Amerikai Filmrendezők Szövetsége közzéteszi 2007-es jelöltjeit. A legjobb rendező Paul Thomas Anderson (Vérző olaj), Joel és Ethan Coen (Nem vénnek való vidék), Tony Gilroy (Michael Clayton), Julian Schnabel (Szkafander és pillangó) és Sean Penn (Út a vadonba) közül kerül ki. |
| január  | 13. | A Vágy és vezeklés kapja a legjobb filmdrámának járó Golden Globe-díjat, míg a vígjáték/musical kategóriában a Sweeney Toddot hirdetik ki győztesként. Daniel Day-Lewis, Julie Christie, Johnny Depp és Marion Cotillard neve hangzik el a sajtókonferencián a főszereplő színészi díjakkal kapcsolatban. |
| január  | 14. | Az Amerikai Producerek Szövetsége a Junót, a Michael Claytont, a Nem vénnek való vidéket, a Szkafander és pillangót és a Vérző olajt jelöli 2007 legjobb filmjének. A győztesre február 2-án derül fény. |
| január  | 16. | A Vágy és vezeklés kapja a legtöbb jelölést a Brit Filmakadémiától, szám szerint 14-et. Ezt követi a Nem vénnek való vidék és a Vérző olaj 9-9 nominációval. A BAFTA-díjak kihirdetésére február 10-én kerül sor. |
| január  | 21. | Az Arany Málna díj jelöltjeinek során Eddie Murphy vezeti a Norbittal, legrosszabb színészként, mellékszereplő színészként, mellékszereplő színésznőként és legrosszabb párosként is esélyes. A legrosszabb film emellett a Bratz – Talpra, csajok!, a Férj és férj, a Tudom, ki ölt meg és az Oviapu 2 közül kerül ki egy nappal az Oscar-díjak átadása előtt. |
| január  | 22. | A Nem vénnek való vidék és a Vérző olaj kapja a legtöbb Oscar-jelölést, szám szerint nyolcat. Ezeket követi a Michael Clayton és a Vágy és vezeklés 7-7 nominációval. Cate Blanchett fő- és mellékszereplő színésznőként is esélyes a legrangosabb filmes kitüntetésre. A nyertesek nevére február 24-én derül fény. |
| január  | 22. | Holtan találják manhattani bérelt lakásában az Oscar-díjra jelölt Heath Ledgert. A tragikus hirtelenséggel, 28 éves korában elhunyt színész halálát gyógyszer-túladagolás okozta. |
| január  | 24. | Címet kap a 22. James Bond-film. A Quantum of Solace elnevezés a titkosügynök szülőatyja, Ian Fleming egyik 1960-as novellájából származik. |
| január  | 26. | A Rendezők Szövetsége a Nem vénnek való vidéket ismeri el nagyjátékfilmes kategóriájában. |
| január  | 27. | A Színészek Szövetsége Daniel Day-Lewist (Vérző olaj) és Julie Christie-t (Egyre távolabb) ismeri el. A legjobb színészgárdának járó díjat a Nem vénnek való vidék kapja. |
| február | 3.  | A Nem vénnek való vidék kapja a Producerek Szövetsége fődíját. A legjobb dokumentumfilmnek a Sickót, a legjobb animációs filmnek a L'ecsót választják. |
| február | 10. | 75 éves korában meghal a kétszeres Oscar-jelölt amerikai színész, Roy Scheider. |
| február | 10. | A Vágy és vezeklés kapja a legjobb filmnek járó BAFTA-díjat, míg a legjobb brit filmnek a This Is Englandet választja a Brit Filmakadémia. A színészi kitüntetéseket Daniel Day-Lewis és Marion Cotillard vehetik át. |
| február | 12. | Véget ér a Forgatókönyvírók Szakszervezetének november óta tartó sztrájkja, amely a filmek internetes és DVD-s értékesítéséből való részesedés növelésére irányult. |
| február | 19. | A japán Toshiba bejelenti, hogy nem gyártja tovább a HD DVD-t, így a két éve tartó, úgynevezett „formátumháború” a Blu ray és a HD DVD között előbbi javára dőlt el. |
| február | 22. | A 33. César-gálán a legsikeresebb francia film az Édith Piaf életéről készített Piaf, amely 5 Césart nyer (legjobb színésznő, legjobb operatőr, legjobb jelmez, legjobb díszlet és legjobb hang), négy díjat kap Abdellatif Kechiche A kuszkusz titka című alkotása (legjobb film, legjobb rendező, legjobb eredeti forgatókönyv és legígéretesebb fiatal színésznő). A legjobb külföldi filmért járó díjjal Florian Henckel von Donnersmarck A mások élete című alkotását tüntetik ki. |
| február | 24. | A Nem vénnek való vidék kapja a legjobb filmnek járó szobrot a 80. Oscar-gálán. A film további három kategóriában diadalmaskodik, míg a legjobb színész Daniel Day-Lewis, a legjobb színésznő Marion Cotillard lesz. A televíziós közvetítés a díjátadó est történetében 30 év óta a leggyengébb nézettségi adatokat produkálta. |
| február | 28. | A Time Warner bejelenti, hogy negyvenéves önállóságát követően beolvasztják a New Line Cinema stúdiót a Warner Bros.-ba, s ezzel megválnak több száz alkalmazottól, köztük Bob Shaye CEO-tól is. |
| március | 3.  | Kanada legrangosabb filmes díjátadóján, a Genie Awardson az Egyre távolabb gyűjti be a legtöbb elismerést, köztük a legjobb filmnek, rendezőnek (Sarah Polley), színésznek (Gordon Pinsent) és színésznőnek (Julie Christie) járót. |
| március | 12. | A Warner Bros. bejelenti, hogy az utolsó Harry Potter-adaptációt két részben fogják bemutatni, 2010 novemberében, illetve 2011 májusában. |
| március | 18. | 54 éves korában meghal Anthony Minghella Oscar-díjas amerikai rendező. Az angol beteg direktorának halálát rutinműtét utáni komplikáció okozta. |
| április | 8.  | John Lasseter bejelenti, hogy a 2009-es Uppal kezdődően a jövőben minden Disney és Pixar produkció 3D-ben is látható lesz a mozikban. |
| április | 9.  | A francia Pathé Renn Productions bejelenti, hogy a Bienvenue chez les Ch'tis című, februárban bemutatott filmjük számos box office-csúcs beállítása után látogatottsági rekordot is döntött: az 1965-ös Egy kis kiruccanást megelőzve a legnézettebb francia film lett az országban, eddig a pontig 17,5 millió eladott jeggyel. |
| április | 22. | A Hollywood Foreign Press Association bejelenti, hogy 2009-ben korábbi időpontban tartják meg a Golden Globe-gálát, február helyett január 11-én. |
| április | 23. | Nyilvánosságra hozzák a 61. Cannes-i Fesztivál versenyprogramját. Az Arany Pálmáért versenybe szálló 22 film között megtalálható Mundruczó Kornél Delta című filmdrámája, valamint Clint Eastwood, Steven Soderbergh és Wim Wenders egy-egy új alkotása. A fesztiválon lesz továbbá az Indiana Jones és a kristálykoponya királysága és a Kung Fu Panda című szuperprodukciók világpremierje is, versenyen kívül.                                                                       |
| május   | 14. | Kezdetét veszi a 61. Cannes-i Fesztivál. |
| május   | 25. | A 61. Cannes-i Fesztiválon francia film, Laurence Cantet A falak között című alkotása nyeri az Arany Pálmát, amire már 1987 óta nem volt példa. A legjobb színész díját Benicio del Toro kapja a Steven Soderbergh Che Guevaráról forgatott filmjében nyújtott alakításáért, míg a legjobb színésznőnek a brazil Sandra Corvelonit választja a zsűri. A legjobb rendezés díját a török Nuri Belge Ceylon veheti át, Catherine Deneuve és Clint Eastwood pedig különdíjban részesül.     |
| május   | 26. | 73 éves korában meghal Sydney Pollack amerikai rendező, producer és színész. A Távol Afrikátólért Oscar-díjjal kitüntetett filmes életének a rák vetett véget. |
| június  | 1.  | Tűz üt ki a Universal Pictures Los Angeles-i stúdióiban. A katasztrófában megsemmisül több díszlet és több tízezer filmkópia is, amik ugyanakkor pótolhatók a máshol tárolt negatívokból. |
| június  | 1.  | A Transformers a legjobb film az MTV Movie Awards-díjátadón. A legjobb férfi alakításért Will Smith-t (Legenda vagyok) tüntetik ki, a női vonalon pedig Ellen Page (Juno) kapja az arany popkornt formáló trófeát. |
| június  | 15. | 62 éves korában meghal Stan Winston trükkszakember, aki olyan jól ismert filmeken dolgozott, mint a Predator, a Terminator vagy a Jurassic Park. Munkássága négy Oscar-díjat termett. |
| június  | 22. | 2007 után ismét a Paramount Pictures által forgalmazott filmek együttes bevétele éri el leghamarabb az egymilliárd dolláros határt. A mindössze 174 napot igénybe vevő teljesítményhez olyan kiemelkedő sikerek járultak hozzá, mint A Vasember és az Indiana Jones és a kristálykoponya királysága. |
| július  | 21. | A Batman-képregények alapján készült A Sötét Lovag című film számos csúcsot állít fel az észak-amerikai mozikasszáknál bemutatója hétvégéje folyamán. A film, melyben Christian Bale alakítja a denevérruhás igazságosztót, kiváló fogadtatásban részesül kritikusoktól és nézőktől egyaránt. |

## Sikerfilmek
| #  | cím                                           | stúdió      | összbevétel    | észak-amerikai bevétel | magyarországi bevétel | gyártási költség |
| -- | --------------------------------------------- | ----------- | -------------- | ---------------------- | --------------------- | ---------------- |
| 1  | A sötét lovag                                 | Warner      | $1 001 921 825 | $533 345 358           | Ft228 629 312         | $185 000         |
| 2  | Indiana Jones és a kristálykoponya királysága | Paramount   | $786 636 033   | $317 101 119           | Ft306 964 468         | $185 000         |
| 3  | Kung Fu Panda                                 | Par. / DW   | $631 744 560   | $215 434 591           | Ft290 032 152         | $130 000         |
| 4  | Hancock                                       | Sony        | $624 386 746   | $227 946 274           | Ft189 179 719         | $150 000         |
| 5  | Mamma Mia!                                    | Universal   | $609 841 637   | $144 130 063           | Ft749 967 655         | $52 000          |
| 6  | Madagaszkár 2.                                | Par. / DW   | $603 900 354   | $180 010 950           | Ft434 205 718         | $150 000         |
| 6  | A Quantum csendje                             | Sony        | $586 090 727   | $168 368 427           | Ft207 397 820         | $200 000         |
| 7  | A Vasember                                    | Paramount   | $585 133 287   | $318 412 101           | Ft111 604 560         | $140 000         |
| 8  | WALL•E                                        | Buena Vista | $521 311 813   | $223 808 164           | Ft198 945 907         | $180 000         |
| 10 | Narnia Krónikái: Caspian herceg               | Buena Vista | $419 651 413   | $141 621 490           | Ft158 757 332         | $200 000         |

## Filmbemutatók

### Magyar filmek
| Cím                                          | Rendező           |
| -------------------------------------------- | ----------------- |
| 9 1/2 randi                                  | Sas Tamás         |
| Another Planet – Másik bolygó                | Moldoványi Ferenc |
| Bahrtalo! (Jó szerencsét!)                   | Lakatos Róbert    |
| Bakkermann                                   | Szőke András      |
| Casting minden                               | Tímár Péter       |
| Delta                                        | Mundruczó Kornél  |
| Életek éneke                                 | Bereczki Csaba    |
| Eszter hagyatéka                             | Sipos József      |
| Kalandorok                                   | Paczolay Béla     |
| Kaméleon                                     | Goda Krisztina    |
| Kis Vuk                                      | Gát György        |
| A londoni férfi                              | Tarr Béla         |
| Majdnem szűz                                 | Bacsó Péter       |
| Márió, a varázsló                            | Almási Tamás      |
| Mázli                                        | Keményffy Tamás   |
| A nyomozó                                    | Gigor Attila      |
| Nyugalom                                     | Alföldi Róbert    |
| Pánik                                        | Till Attila       |
| Para                                         | Fazakas Péter     |
| Rövid, de kemény…életem                      | Kovács István     |
| Tabló – Minden, ami egy nyomozás mögött van! | Dettre Gábor      |
| Valami Amerika 2.                            | Herendi Gábor     |
| Zsaruvér és Csigavér III.: A szerencse fia   | Bujtor István     |

### Észak-amerikai, országos bemutatók
január – december

| Magyar cím                                                    | Eredeti cím                                                             | Rendező                            | Stúdió / Forgalmazó                    | [ 6 ] |
| ------------------------------------------------------------- | ----------------------------------------------------------------------- | ---------------------------------- | -------------------------------------- | ----- |
| 21 – Las Vegas ostroma                                        | 21                                                                      | Robert Luketic                     | Sony Pictures                          |       |
| 27 idegen igen                                                | 27 Dresses                                                              | Anne Fletcher                      | 20th Century Fox                       |       |
| 88 perc                                                       | 88 Minutes                                                              | Jon Avnet                          | Sony Pictures                          |       |
| Alkonyat                                                      | Twilight                                                                | Catherine Hardwicke                | Summit Entertainment                   |       |
| Amerikai ének                                                 | An American Carol                                                       | David Zucker                       | Vivendi Entertainment                  |       |
| Amikor megállt a Föld                                         | The Day the Earth Stood Still                                           | Scott Derrickson                   | 20th Century Fox                       |       |
| Ananász expressz                                              | Pineapple Express                                                       | David Gordon Green                 | Sony Pictures                          |       |
| Appaloosa – A törvényen kívüli város                          | Appaloosa                                                               | Ed Harris                          | Warner (New Line)                      |       |
| Árnykép                                                       | Shutter                                                                 | Masajuki Ocsiai                    | 20th Century Fox                       |       |
| Az áruló                                                      | Traitor                                                                 | Jeffrey Nachmanoff                 | Overture Films                         |       |
| Ausztrália                                                    | Australia                                                               | Baz Luhrmann                       | 20th Century Fox                       |       |
|                                                               | Babylon A. D.                                                           | Mathieu Kassovitz                  | 20th Century Fox                       |       |
| Banki meló                                                    | The Bank Job                                                            | Roger Donaldson                    | Lionsgate Films                        |       |
| Bébi mama                                                     | Baby Mama                                                               | Michael McCullers                  | Universal Pictures                     |       |
| Benjamin Button különös élete                                 | The Curious Case of Benjamin Button                                     | David Fincher                      | Paramount Pictures                     |       |
| A boldogító talán                                             | Made of Honor                                                           | Paul Weiland                       | Sony Pictures                          |       |
| Bolondok aranya                                               | Fool's Gold                                                             | Andy Tennant                       | Warner Bros.                           |       |
| Bőrfejek                                                      | Leatherheads                                                            | George Clooney                     | Universal Pictures                     |       |
| Csillogó fekete lemezek                                       | Cadillac Records                                                        | Darnell Martin                     | Sony Pictures                          |       |
| Charlie Bartlett                                              | Charlie Bartlett                                                        | Jon Poll                           | Metro-Goldwyn-Mayer                    |       |
| Cincin lovag                                                  | The Tale of Despereaux                                                  | Sam Fell és Robert Stevenhagen     | Universal Pictures                     |       |
| Cloverfield                                                   | Cloverfield                                                             | Matt Reeves                        | Paramount Pictures                     |       |
| College – Tábor a köbön                                       | College                                                                 | Deb Hagan                          | Metro-Goldwyn-Mayer                    |       |
| Csak a testeden át!                                           | Over Her Dead Body                                                      | Jeff Lowell                        | New Line Cinema                        |       |
| A csíkos pizsamás fiú                                         | The Boy in the Striped Pyjamas                                          | Mark Herman                        | Miramax Films                          |       |
| Csimpilóták                                                   | Space Chimps                                                            | Kirk De Micco                      | 20th Century Fox                       |       |
| Dalok ismerkedéshez                                           | Nick and Norah's Infinite Playlist                                      | Peter Sollett                      | Sony Pictures                          |       |
| Döntő szavazat                                                | Swing Vote                                                              | Joshua Michael Stern               | Buena Vista                            |       |
| Ellenállók                                                    | Defiance                                                                | Edward Zwick                       | Paramount Vantage                      |       |
|                                                               | Delgo                                                                   | Marc F. Adler és Jason Maurer      | Freestyle Releasing                    |       |
| Édes kis malackám                                             | Penelope                                                                | Mark Palansky                      | Summit Entertainment                   |       |
| Égető bizonyíték                                              | Burn After Reading                                                      | Ethan Coen és Joel Coen            | Focus Features                         |       |
| Éjjel a parton                                                | Nights in Rodanthe                                                      | George C. Wolfe                    | Warner Bros.                           |       |
| Elcserélt életek                                              | Changeling                                                              | Clint Eastwood                     | Universal Pictures                     |       |
| Első vasárnap                                                 | First Sunday                                                            | David E. Talbert                   | Sony Pictures                          |       |
| Az esemény                                                    | The Happening                                                           | M. Night Shyamalan                 | 20th Century Fox                       |       |
| Esti mesék                                                    | Bedtime Stories                                                         | Adam Shankman                      | Buena Vista                            |       |
|                                                               | Expelled: No Intelligence Allowed                                       | Nathan Frankowski                  | Rocky Mountain Pictures                |       |
|                                                               | The Express                                                             | Gary Fleder                        | Universal Pictures                     |       |
|                                                               | The Family That Preys                                                   | Tyler Perry                        | Lionsgate Films                        |       |
| A felolvasó                                                   | The Reader                                                              | Stephen Daldry                     | The Weinstein Company                  |       |
| Fél-profi                                                     | Semi-Pro                                                                | Kent Alterman                      | New Line Cinema                        |       |
|                                                               | Fireproof                                                               | Alex Kendrick                      | Samuel Goldwyn Films                   |       |
| Frost/Nixon                                                   | Frost/Nixon                                                             | Ron Howard                         | Universal Pictures                     |       |
| Fúrófej Taylor                                                | Drillbit Taylor                                                         | Steven Brill                       | Paramount Pictures                     |       |
| Fuss, dagi, fuss!                                             | Run Fatboy Run                                                          | David Schwimmer                    | Picturehouse Entertainment             |       |
| Fűrész V.                                                     | Saw V                                                                   | David Hackl                        | Lionsgate Films                        |       |
| Gazdátlanul Mexikóban                                         | Beverly Hills Chihuahua                                                 | Raja Gosnell                       | Buena Vista                            |       |
| Gettómilliomos                                                | Slumdog Millionaire                                                     | Danny Boyle                        | Fox Searchlight                        |       |
| Gran Torino                                                   | Gran Torino                                                             | Clint Eastwood                     | Warner Bros.                           |       |
| Gyilkosság online                                             | Untraceable                                                             | Gregory Hoblit                     | Sony Pictures                          |       |
| Halálfutam                                                    | Death Race                                                              | Paul W. S. Anderson                | Universal Pictures                     |       |
| Hamlet – A második                                            | Hamlet 2                                                                | Andrew Fleming                     | Focus Features                         |       |
| Hancock                                                       | Hancock                                                                 | Peter Berg                         | Sony Pictures                          |       |
| Hannah Montana: Mindenből a legjobbat koncert                 | Hannah Montana/Miley Cyrus: Best of Both Worlds Concert Tour            | Bruce Hendricks                    | Buena Vista                            |       |
|                                                               | The Haunting of Molly Hartley                                           | Mickey Liddell                     | Freestyle Releasing                    |       |
| A házinyuszi                                                  | The House Bunny                                                         | Fred Wolf                          | Sony Pictures                          |       |
| Hazugságok hálója                                             | Body of Lies                                                            | Ridley Scott                       | Warner Bros.                           |       |
| Hellboy II.: Az Aranyhadsereg                                 | Hellboy II: The Golden Army                                             | Guillermo del Toro                 | Universal Pictures                     |       |
| A hercegnő                                                    | The Duchess                                                             | Saul Dibb                          | Paramount Vantage                      |       |
| Hét élet                                                      | Seven Pounds                                                            | Gabriele Muccino                   | Sony Pictures                          |       |
| High School Musical 3. – Végzősök                             | High School Musical 3: Senior Year                                      | Kenny Ortega                       | Buena Vista                            |       |
| A hihetetlen Hulk                                             | The Incredible Hulk                                                     | Louis Leterrier                    | Universal Pictures                     |       |
| Hipervándor                                                   | Jumper                                                                  | Doug Liman                         | 20th Century Fox                       |       |
| Hívatlanok                                                    | The Strangers                                                           | Bryan Bertino                      | Rogue Pictures                         |       |
| Horton                                                        | Horton Hears a Who!                                                     | Jimmy Hayward és Steve Martino     | 20th Century Fox                       |       |
| Hogy veszítsük el barátainkat és idegenítsük el az embereket? | How to Lose Friends and Alienate People                                 | Robert B. Weide                    | Metro-Goldwyn-Mayer                    |       |
| I. e. 10 000                                                  | 10,000 B.C.                                                             | Roland Emmerich                    | Warner Bros.                           |       |
| Az igenember                                                  | Yes Man                                                                 | Peyton Reed                        | Warner Bros.                           |       |
|                                                               | Igor                                                                    | Anthony Leondis                    | Metro-Goldwyn-Mayer                    |       |
| Indiana Jones és a kristálykoponya királysága                 | Indiana Jones and the Kingdom of the Crystal Skull                      | Steven Spielberg                   | Paramount Pictures                     |       |
| Isteni szikra                                                 | Flash of Genius                                                         | Marc Abraham                       | Universal Pictures                     |       |
| Jack és Jill a világ ellen                                    | Jack and Jill vs World                                                  | Vanessa Parise                     |                                        |       |
| John Rambo                                                    | Rambo                                                                   | Sylvester Stallone                 | Lionsgate Films                        |       |
| Kalandférgek 2.: Öbölből vödörbe                              | Harold & Kumar Escape from Guantanamo Bay                               | Jon Hurwitz és Hayden Schlossberg  | Warner (New Line)                      |       |
| Karantén                                                      | Quarantine                                                              | John Erick Dowdle                  | Sony Pictures                          |       |
| Katasztrófafilm                                               | Disaster Movie                                                          | Jason Friedberg és Aaron Seltzer   | Lionsgate Films                        |       |
| Kétely                                                        | Doubt                                                                   | John Patrick Shanley               | Miramax Films                          |       |
| Kínzó közelség                                                | Lakeview Terrace                                                        | Neil LaBute                        | Sony Pictures                          |       |
| A király nevében                                              | In the Name of the King: A Dungeon Siege Tale                           | Uwe Boll                           | Freestyle Releasing                    |       |
| Kísértetváros                                                 | Ghost Town                                                              | David Koepp                        | Paramount / DreamWorks                 |       |
|                                                               | Kitt Kittredge: An American Girl                                        | Patricia Rozema                    | Picturehouse Entertainment             |       |
| Kung Fu Panda                                                 | Kung Fu Panda                                                           | Mark Osborne és John Stevenson     | Paramount / DreamWorks                 |       |
| Légy a Holdon                                                 | Fly Me to the Moon                                                      | Ben Stassen                        | Summit Entertainment                   |       |
| Lepattintva                                                   | Forgetting Sarah Marshall                                               | Nicholas Stoller                   | Universal Pictures                     |       |
|                                                               | The Longshots                                                           | Fred Durst                         | MGM / Weinstein                        |       |
| Love Guru                                                     | The Love Guru                                                           | Marco Schnabel                     | Paramount Pictures                     |       |
| Madagaszkár 2.                                                | Madagascar: Escape 2 Africa                                             | Eric Darnell és Tom McGrath        | Paramount / DreamWorks                 |       |
| Mamma Mia!                                                    | Mamma Mia!                                                              | Phyllida Lloyd                     | Universal Pictures                     |       |
| Marley meg én                                                 | Marley and Me                                                           | David Frankel                      | 20th Century Fox                       |       |
| A másik Boleyn lány                                           | The Other Boleyn Girl                                                   | Justin Chadwick                    | Sony Pictures                          |       |
| Max Payne – Egyszemélyes háború                               | Max Payne                                                               | John Moore                         | 20th Century Fox                       |       |
|                                                               | Meet the Browns                                                         | Tyler Perry                        | Lionsgate Films                        |       |
| A Megtorló: Háborús övezet                                    | Punisher: War Zone                                                      | Lexi Alexander                     | Lionsgate Films                        |       |
| A méhek titkos élete                                          | The Secret Life of Bees                                                 | Gina Prince-Bythewood              | Fox Searchlight                        |       |
| A meztelen dobos                                              | The Rocker                                                              | Peter Cattaneo                     | 20th Century Fox                       |       |
| Míg a jackpot el nem választ                                  | What Happens in Vegas                                                   | Tom Vaughan                        | 20th Century Fox                       |       |
| Milk                                                          | Milk                                                                    | Gus Van Sant                       | Focus Features                         |       |
| Mindenképpen talán                                            | Definitely, Maybe                                                       | Adam Brooks                        | Universal Pictures                     |       |
|                                                               | Miracle at St. Anna                                                     | Spike Lee                          | Buena Vista                            |       |
| Mozdulj & lépj!                                               | How She Move                                                            | Ian Iqbal Rashid                   | Paramount Vantage                      |       |
| A múmia: A Sárkánycsászár sírja                               | The Mummy: Tomb of the Dragon Emperor                                   | Rob Cohen                          | Universal Pictures                     |       |
| Narnia Krónikái: Caspian herceg                               | The Chronicles of Narnia: Prince Caspian                                | Andrew Adamson                     | Buena Vista                            |       |
| Négy karácsony                                                | Four Christmases                                                        | Seth Gordon                        | Warner (New Line)                      |       |
| Nem fogadott hívás                                            | One Missed Call                                                         | Eric Valette                       | Warner Bros.                           |       |
| Ne szórakozz Zohannal!                                        | You Don't Mess with the Zohan                                           | Dennis Dugan                       | Sony Pictures                          |       |
| Nim szigete                                                   | Nim's Island                                                            | Jennifer Flackett és Mark Levin    | 20th Century Fox                       |       |
| Nobel-váltság-díj                                             | Nobel Son                                                               | Randall Miller                     | Freestyle Releasing                    |       |
| Végre karácsony !                                             | Nothing Like the Holidays                                               | Alfredo De Villa                   | Overture Films                         |       |
| Nők                                                           | The Women                                                               | Diane English                      | Picturehouse Entertainment             |       |
| Nyolc tanú                                                    | Vantage Point                                                           | Pete Travis                        | Sony Pictures                          |       |
| A pankrátor                                                   | The Westler                                                             | Darren Aronofsky                   | Fox Searchlight                        |       |
| Példátlan példaképek                                          | Role Models                                                             | David Wain                         | Universal Pictures                     |       |
|                                                               | The Pirates Who Don't Do Anything: A VeggieTales Movie                  | Mike Nawrocki                      | Universal Pictures                     |       |
|                                                               | Proud American                                                          | Fred Ashman                        | Slowhand Cinema                        |       |
| A Quantum csendje                                             | Quantum of Solace                                                       | Marc Forster                       | Sony Pictures                          |       |
|                                                               | Redbelt                                                                 | David Mamet                        | Sony Pictures Classics                 |       |
| A romok                                                       | The Ruins                                                               | Carter Smith                       | Paramount / DreamWorks                 |       |
| Sasszem                                                       | Eagle Eye                                                               | D. J. Caruso                       | Paramount / DreamWorks                 |       |
| A sereg nem enged                                             | Stop-Loss                                                               | Kimberly Pierce                    | Paramount Pictures                     |       |
|                                                               | The Sisterhood of the Traveling Pants 2                                 | Sanaa Hamri                        | Warner Bros.                           |       |
|                                                               | Smart People                                                            | Noam Murro                         | Miramax Films                          |       |
| Sose hátrálj meg!                                             | Never Back Down                                                         | Jeff Wadlow                        | Summit Entertainment                   |       |
|                                                               | Soul Men                                                                | Malcolm D. Lee                     | MGM / Weinstein                        |       |
| A sötét lovag                                                 | The Dark Knight                                                         | Christopher Nolan                  | Warner Bros.                           |       |
| A spanom csaja                                                | My Best Friend's Girl                                                   | Howard Deutch                      | Lionsgate Films                        |       |
| Spárta a köbön                                                | Meet the Spartans                                                       | Jason Friedberg és Aaron Seltzer   | 20th Century Fox                       |       |
| Speed Racer – Totál turbó                                     | Speed Racer                                                             | Andy Wachowski és Larry Wachowski  | Warner Bros.                           |       |
| A Spiderwick-krónikák                                         | The Spiderwick Chronicles                                               | Mark Waters                        | Paramount Pictures                     |       |
| Spíler                                                        | RocknRolla                                                              | Guy Ritchie                        | Warner Bros.                           |       |
| Spirit – A sikító város                                       | The Spirit                                                              | Frank Miller                       | Lionsgate Films                        |       |
| Star Wars: A klónok háborúja                                  | Star Wars: The Clone Wars                                               | Dave Filoni                        | Warner Bros.                           |       |
| Streetdance: Step Up 2.                                       | Step Up 2 the Streets                                                   | Jon Chu                            | Buena Vista                            |       |
| Superhero Movie                                               | Superhero Movie                                                         | Craig Mazin                        | MGM / Weinstein                        |       |
| A szabadság útjai                                             | Revolutionary Road                                                      | Sam Mendes                         | Paramount Vantage                      |       |
| Szalagavató                                                   | Prom Night                                                              | Nelson McCormick                   | Sony Pictures                          |       |
| A szállító 3.                                                 | Transporter 3                                                           | Olivier Megaton                    | Lionsgate Films                        |       |
| A szem                                                        | The Eye                                                                 | David Moreau és Xavier Palud       | Lionsgate Films                        |       |
| Szerelem második látásra                                      | Last Chance Harvey                                                      | Joel Hopkins                       | Overture Films                         |       |
| Szex és New York                                              | Sex and the City                                                        | Michael Patrick King               | Warner (New Line)                      |       |
| Szex telefonhívásra                                           | Deception                                                               | Marcel Langenegger                 | 20th Century Fox                       |       |
| Szextúra                                                      | Sex Drive                                                               | Sean Anders                        | Summit Entertainment                   |       |
| Szikraváros                                                   | City of Ember                                                           | Gil Kenan                          | 20th Century Fox                       |       |
| Tan-túra                                                      | College Road Trip                                                       | Roger Kumble                       | Buena Vista                            |       |
| Tekerd vissza, haver!                                         | Be Kind, Rewind                                                         | Michel Gondry                      | New Line Cinema                        |       |
| Tesó-tusa                                                     | Step Brothers                                                           | Adam McKay                         | Sony Pictures                          |       |
| A tiltott királyság                                           | The Forbidden Kingdom                                                   | Rob Minkoff                        | Lionsgate Films                        |       |
| A törvény gyilkosa                                            | Righteous Kill                                                          | Jon Avnet                          | Overture Films                         |       |
| Trópusi vihar                                                 | Tropic Thunder                                                          | Ben Stiller                        | Paramount / DreamWorks                 |       |
| Tükrök                                                        | Mirrors                                                                 | Alexandre Aja                      | 20th Century Fox                       |       |
| U2 3D                                                         | U2 3D                                                                   | Catherine Owens és Mark Pellington | National Geographic Cinematic Ventures |       |
| Utazás a Föld középpontja felé                                | Journey to the Center of the Earth                                      | Eric Brevig                        | Warner (New Line)                      |       |
| Az utca királyai                                              | Street Kings                                                            | David Ayer                         | Fox Searchlight                        |       |
| Az üresfejű                                                   | Meet Dave                                                               | Brian Robbins                      | 20th Century Fox                       |       |
| Vadbarmok                                                     | Strange Wilderness                                                      | Fred Wolf                          | Paramount Classics                     |       |
| Vad vakáció                                                   | Welcome Home Roscoe Jenkins                                             | Malcolm D. Lee                     | Universal Pictures                     |       |
| Vakság                                                        | Blindness                                                               | Fernando Meirelles                 | Miramax Films                          |       |
| Valkűr                                                        | Valkyrie                                                                | Bryan Singer                       | United Artists                         |       |
| Van az a pénz…ami megbolondít                                 | Mad Money                                                               | Callie Khouri                      | Overture Films                         |       |
| A Vasember                                                    | Iron Man                                                                | Jon Favreau                        | Paramount Pictures                     |       |
| Végítélet                                                     | Doomsday                                                                | Neil Marshall                      | Universal Pictures                     |       |
| Veszélyes Bangkok                                             | Bangkok Dangerous                                                       | Oxide Pang Chun és Danny Pang      | Lionsgate Films                        |       |
| Vicky Cristina Barcelona                                      | Vicky Cristina Barcelona                                                | Woody Allen                        | MGM / Weinstein                        |       |
| Volt                                                          | Bolt                                                                    | Byron Howard és Chris Williams     | Buena Vista                            |       |
|                                                               | W.                                                                      | Oliver Stone                       | Lionsgate Films                        |       |
| WALL•E                                                        | WALL•E                                                                  | Andrew Stanton                     | Buena Vista                            |       |
| Wanted                                                        | Wanted                                                                  | Timur Bekmambetov                  | Universal Pictures                     |       |
|                                                               | Wild West Comedy Show: 30 Days & 30 Nights – Hollywood to the Heartland | Ari Sandel                         | Picturehouse Entertainment             |       |
|                                                               | Witless Protection                                                      | Charles Robert Carner              | Lionsgate Films                        |       |
| X-akták: Hinni akarok                                         | The X-Files: I Want to Believe                                          | Chris Carter                       | 20th Century Fox                       |       |
| Zack és Miri pornót forgat                                    | Zack and Miri Make a Porno                                              | Kevin Smith                        | The Weinstein Company                  |       |
| A zsaruk becsülete                                            | Pride and Glory                                                         | Gavin O’Connor                     | Warner (New Line)                      |       |
| ZseniKém – Az ügynök haláli                                   | Get Smart                                                               | Peter Segal                        | Warner Bros.                           |       |

### További bemutatók
| Magyar cím                     | Eredeti cím                 | Rendező                               | [ 6 ] |
| ------------------------------ | --------------------------- | ------------------------------------- | ----- |
| Az ábécés gyilkos              | The Alphabet Killer         | Rob Schmidt                           |       |
| Alvajárók                      | Sleepwalking                | William Maher                         |       |
| Asterix az olimpián            | Astérix aux jeux olympiques | Frédéric Forestier és Thomas Langmann |       |
| Báthory – A legenda másik arca | Bathory                     | Juraj Jakubisko                       |       |
| Che                            | Che: Part One               | Steven Soderbergh                     |       |
| Erőszakik                      | In Bruges                   | Martin McDonagh                       |       |
| Hullámok ördöge                | Surfer, Dude                | S.R. Bindler                          |       |
| Largo Winch – Az örökös        | Largo Winch                 | Jérôme Salle                          |       |
| A lekoptathatatlan             | Management                  | Stephen Belber                        |       |
| Lélegzet                       | The Air I Breathe           | Jieho Lee                             |       |
| Rablás olasz módra             | Hold-up a l'italienne       | Claude-Michel Rome                    |       |
| Rendezte: a Halál              | Dark Reel                   | Josh Eisenstadt                       |       |
| A sötétség városa              | Dying God                   | Fabrice Lambot                        |       |
| A szerelem határai             | The Edge of Love            | John Maybury                          |       |
| Transz-Szibéria                | Transsiberian               | Brad Anderson                         |       |
| Vadócka                        | Wild Child                  | Nick Moore                            |       |

## Díjak, fesztiválok
- 80. Oscar-gála
  - legjobb film: Nem vénnek való vidék
  - legjobb férfi főszereplő: Daniel Day-Lewis – Vérző olaj
  - legjobb női főszereplő: Marion Cotillard – Piaf
- 65. Golden Globe-gála
  - Dráma
    - legjobb film: Vágy és vezeklés
    - legjobb férfi főszereplő: Daniel Day-Lewis – Vérző olaj
    - legjobb női főszereplő: Julie Christie – Egyre távolabb

  - Musical vagy vígjáték
    - legjobb film: Sweeney Todd, a Fleet Street démoni borbélya
    - legjobb férfi főszereplő: Johnny Depp – Sweeney Todd, a Fleet Street démoni borbélya
    - legjobb női főszereplő: Marion Cotillard – Piaf
- 21. Európai Filmdíj-gála

legjobb film: Gomorra
legjobb rendező: Matteo Garrone – Gomorra
legjobb színésznő: Kristin Scott Thomas – Oly sokáig szerettelek
legjobb színész: Toni Servillo – Il divo – A megfoghatatlan és Gomorra
közönségdíj: Harry Potter és a Főnix Rendje
- 61. BAFTA-gála
  - legjobb film: Vágy és vezeklés
  - legjobb férfi főszereplő: Daniel Day-Lewis – Vérző olaj
  - legjobb női főszereplő: Marion Cotillard – Piaf
- 33. César-gála
  - legjobb film: A kuszkusz titka, rendezte: Abdellatif Kechiche
  - legjobb külföldi film: A mások élete, rendezte: Florian Henckel von Donnersmarck
  - legjobb rendező: Abdellatif Kechiche – A kuszkusz titka
  - legjobb színész: Mathieu Amalric – Szkafander és pillangó
  - legjobb színésznő: Marion Cotillard – Piaf
- 61. Cannes-i Fesztivál
  - Arany Pálma: Az osztály – rendező: Laurent Cantet
  - nagydíj: Gomorra – rendező: Matteo Garrone
  - legjobb rendezés díja: Üç Maymun – rendező: Nuri Bilge Ceylan
  - a zsűri díja: Il divo – rendező: Paolo Sorrentino
  - legjobb női alakítás díja: Sandra Corveloni – Linha de Passe
  - legjobb férfi alakítás díja: Benicio del Toro – Che – Az argentin
  - legjobb forgatókönyv díja: Lorna csendje – rendező: Jean-Pierre és Luc Dardenne
  - a 61. Cannes-i Fesztivál különdíja: Catherine Deneuve – Karácsonyi történet és Clint Eastwood – Elcserélt életek
- 28. Arany Málna-gála

legrosszabb film: Tudom, ki ölt meg
legrosszabb remake: Tudom, ki ölt meg
legrosszabb rendező: Chris Sivertson – Tudom, ki ölt meg
legrosszabb női főszereplő: Lindsay Lohan – Tudom, ki ölt meg
legrosszabb férfi főszereplő: Eddie Murphy – Norbit
- 2008-as Magyar Filmszemle

## Halálozások
Lásd még: Halálozások 2008-ban.
- január 2. – George MacDonald Fraser, 83, angol író, forgatókönyvíró
- január 6. – Körmendi János, 80, magyar színész
- január 15. – Brad Renfro, 25, amerikai színész
- január 22. – Heath Ledger, 28, ausztrál színész
- január 30. – Selmeczi Roland, 38, magyar színész
- február 10. – Roy Scheider, 75, amerikai színész
- február 18. – Alain Robbe-Grillet, 85, francia író és filmrendező
- március 4. – Leonard Rosenman, 83, amerikai zeneszerző
- március 18. – Anthony Minghella, 54, angol filmrendező
- március 19. – Paul Scofield, 86, angol színész
- március 24. – Richard Widmark, 93, amerikai színész
- március 25. – Abby Mann, 84, amerikai forgatókönyvíró
- március 31. – Jules Dassin, 97, amerikai filmrendező
- április 5. – Charlton Heston, 83, amerikai színész
- április 8. – Stanley Kamel, 65, amerikai színész
- április 15. – Ollie Johnston, 95, amerikai rajzfilm-animátor
- május 13. – John Phillip Law, 70, amerikai színész
- május 20. – Raksányi Gellért, 83, magyar színész
- május 26. – Sydney Pollack, 73, amerikai filmrendező
- június 2. – Mel Ferrer, 91, amerikai színész
- június 7. – Dino Risi, 91, olasz filmrendező
- június 15. – Stan Winston, 62, amerikai trükkszakember
- június 18. – Jean Delannoy, 100, francia filmrendező
- június 22. – George Carlin, 71, amerikai komikus
- június 29. – Don S. Davis, 65, amerikai színész
- július 22. – Estelle Getty, 85, amerikai színésznő
- augusztus 9. – Bernice Mac, 49, 2 Golden Globe-díjra jelölt amerikai színész